# Barneveld
Barneveld (anhörenⓘ) ist eine Gemeinde im Herzen der Niederlande. Sie liegt in der Provinz Gelderland im Westen der Landschaft Veluwe.

## Orte
Das Dorf gleichen Namens hat 36.235 Einwohner. Der Ort, der wie eine Kleinstadt anmutet, ist Sitz der Gemeindeverwaltung, vieler Schulen, Büros und ähnlicher Einrichtungen.
Zum Gemeindegebiet von Barneveld zählen auch die Ortschaften:
- Achterveld (150 Einwohner)
- De Glind (740 Einwohner)
- Garderen (2.230 Einwohner)
- Kootwijk (295 Einwohner)
- Kootwijkerbroek (5.975 Einwohner)
- Stroe (1.705 Einwohner)
- Terschuur (1.525 Einwohner)
- Voorthuizen (12.150 Einwohner)
- Zwartebroek (1.585 Einwohner)

In vielen dieser Orte gehören verhältnismäßig viele Menschen den orthodox-calvinistischen Kirchen der Niederlande an. Deswegen sind an Sonntagen auch viele Tankstellen, Kneipen, Hotels, Restaurants usw. geschlossen.

## Geschichte
Barneveld besteht als Kirchdorf seit 1333. Es wird jedoch vermutet, dass der Ort sehr viel älter ist. Diese Annahme stützt sich auf ein Schriftstück aus dem Jahr 1174, das einen Wolfram van Barneveld nennt.
Im unruhigen 15. Jahrhundert soll der Lokalheld Jan van Schaffelaar der Folter und so dem möglichen Verrat seiner Bundesgenossen entgangen sein, indem er sich vom Barnevelder Kirchturm zu Tode stürzte. Bei Barneveld steht ein Landsitz, der tatsächlich De Schaffelaar heißt.
Um von Verbindungen der Briten, die Nachrichten zunehmend zensierten, unabhängig zu werden, wurde 1918–1923 in Kootwijk ein – mit 2,4 MW besonders starker – Langwellensender, Radio Kootwijk, zur Kommunikation mit der Kolonie Niederländisch Ostindien auf Java, mittels der Malabar Radio Station in 11.500 km Entfernung (südöstlich) errichtet. Das Sendergebäude weist eine – technisch notwendig – 900 m2 große Halle auf, wurde im neuen Baustoff Beton und – inspiriert von der Figur einer Sphinx im Stil Art déco errichtet und ist heute leer und ist heute ein Rijksmonument. Kurzwellensender, die weniger Energie benötigen und Sprachübertragung erlauben, folgten bald, 2000 wurden die letzten Senderfunktionen stillgelegt.
Auf dem Schaffelaar-Anwesen waren während der deutschen Besetzung im Zweiten Weltkrieg zwischen Dezember 1942 und dem 29. September 1943 mehrere hundert Juden als so genannte „Protektionsjuden“ untergebracht. Der Reichskommissar Seyß-Inquart hatte dem niederländischen Staatssekretär Karel Johannes Frederiks und Jan van Dam, dem Generalsekretär im Ministerium für Erziehung, Wissenschaft und Kulturverwaltung, gestattet, rund fünfhundert Juden dafür zu benennen. Ende September 1943 wurden diese jedoch nach Westerbork geschafft und am 4. September 1944 weiter nach Theresienstadt deportiert. An einer Zufahrtsstraße zum Schloss steht seit dem 29. September 1987 eine Gedenktafel, die an die ermordeten Juden erinnert.

## Bilder

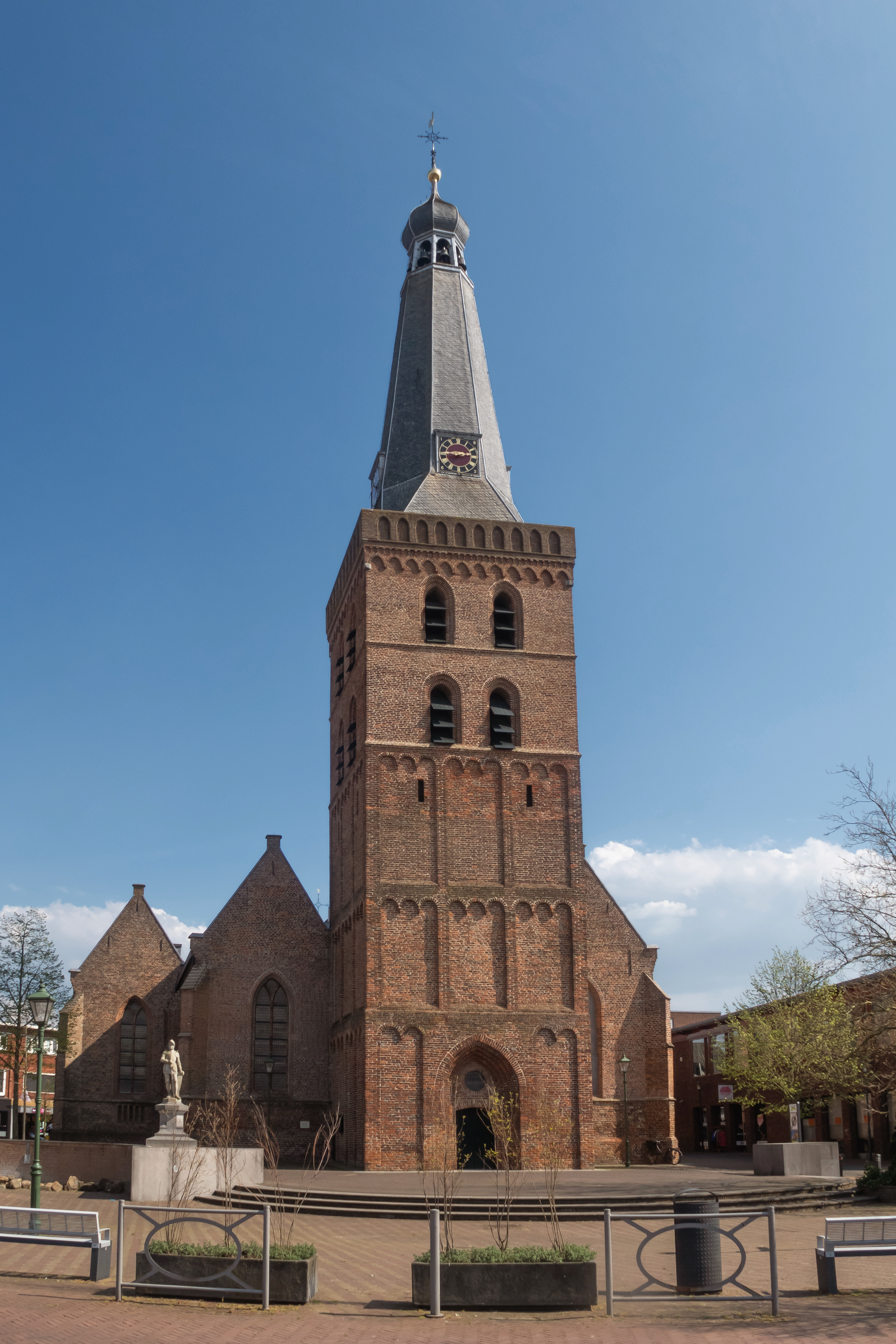
Barneveld, Kirche: de Oude Kerk
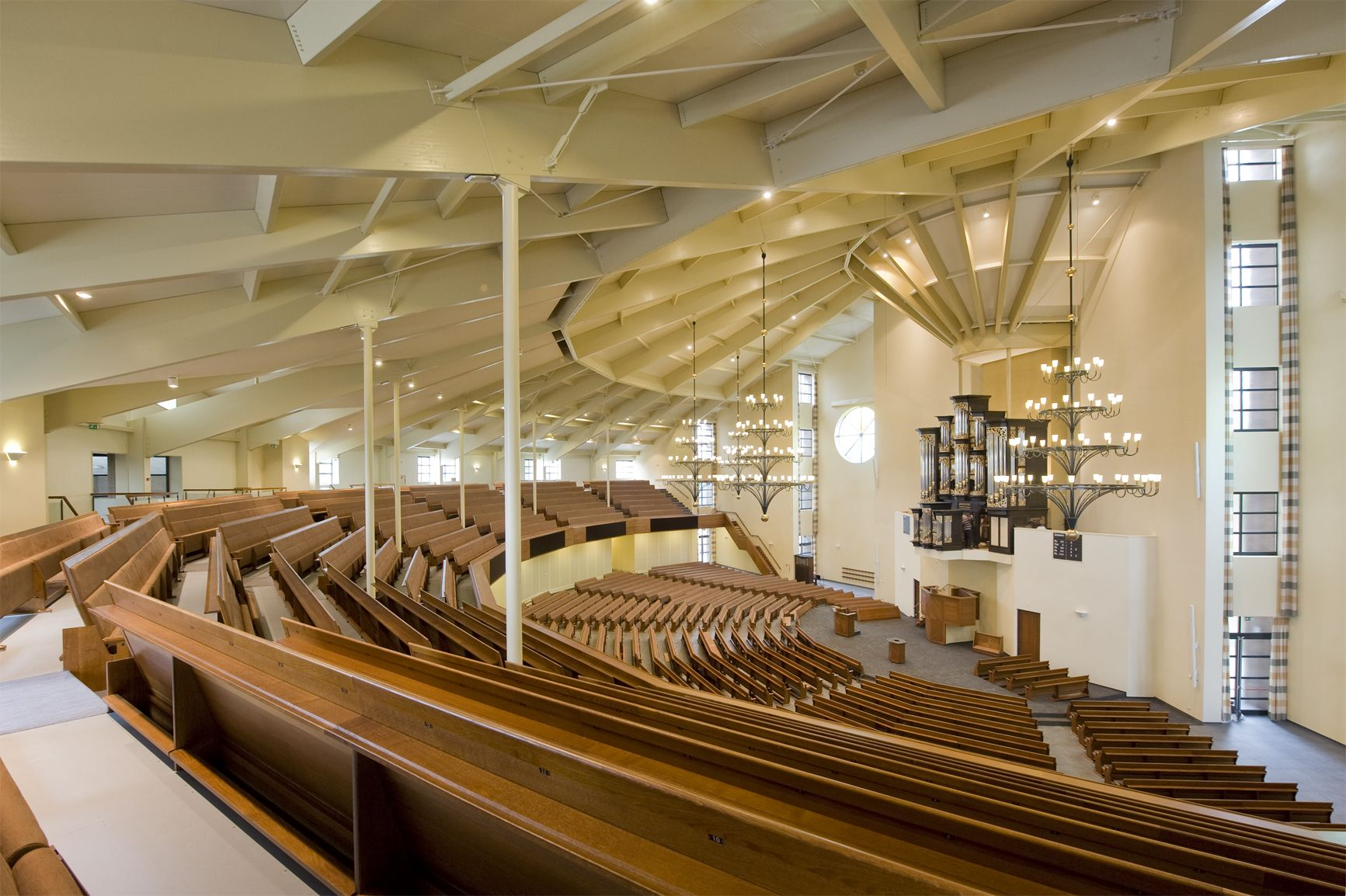
Kirche der Gereformeerde Gemeenten in Nederland in Barneveld
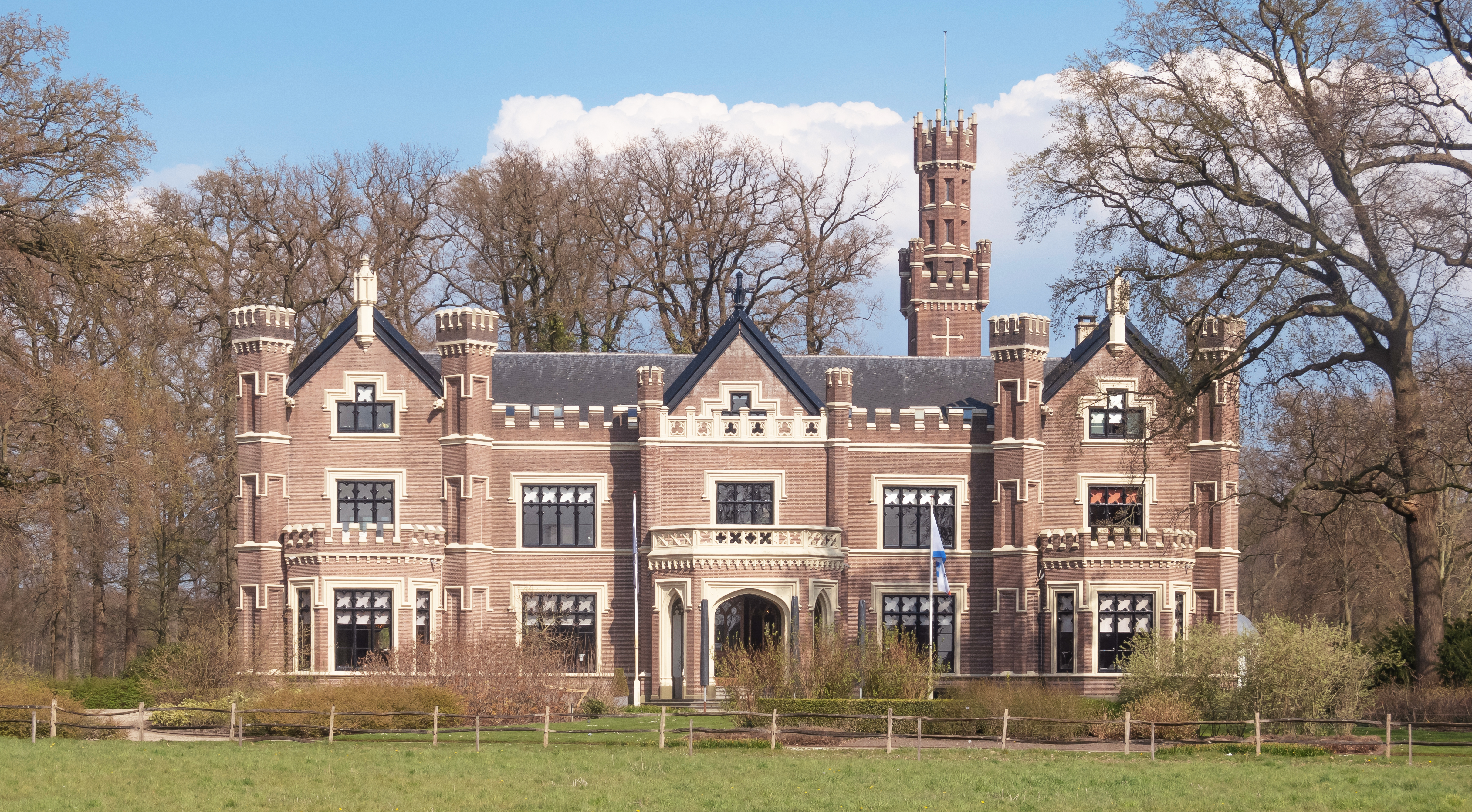
Barneveld, Schloss De Schaffelaar
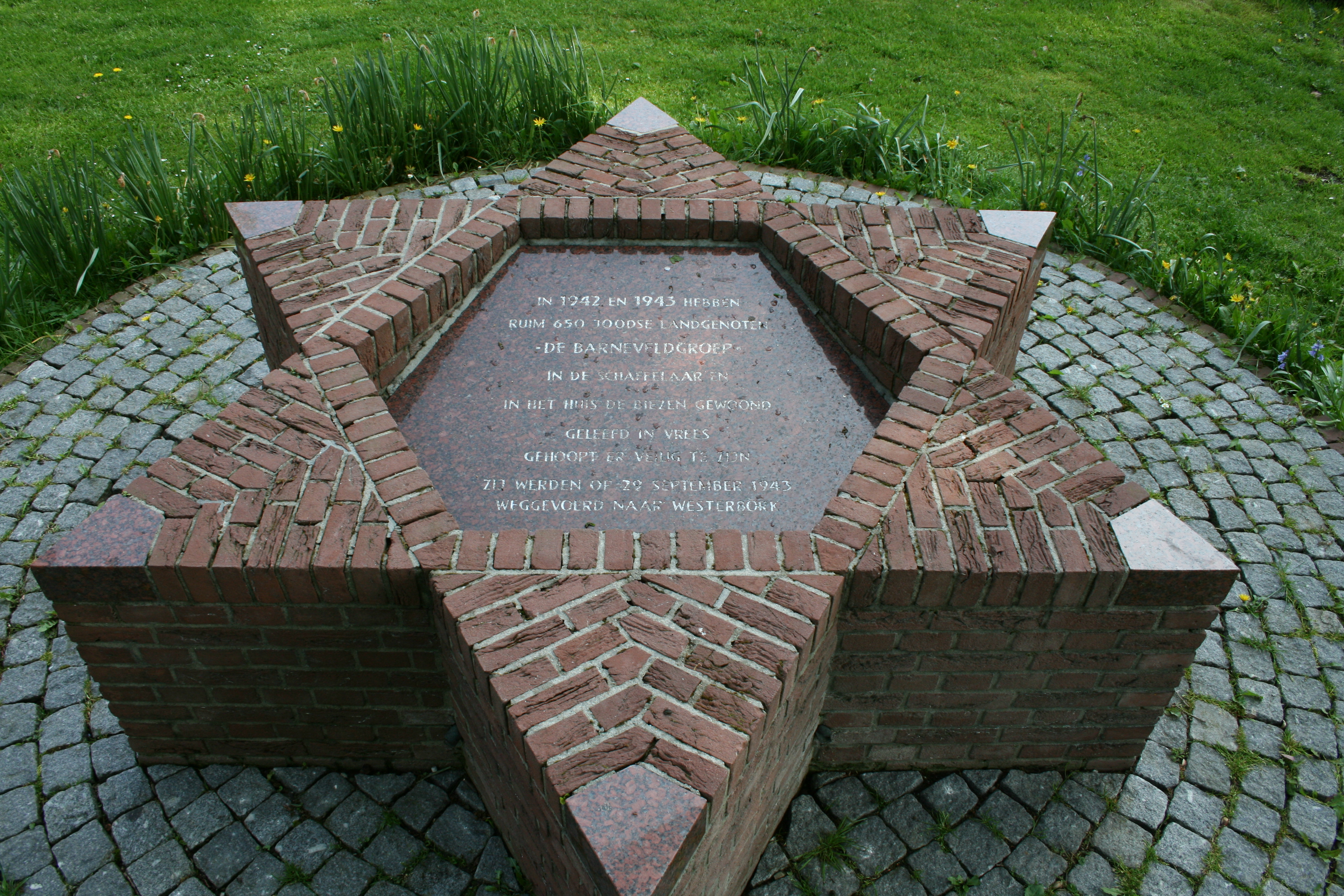
Gedenkstätte nahe De Schaffelaar
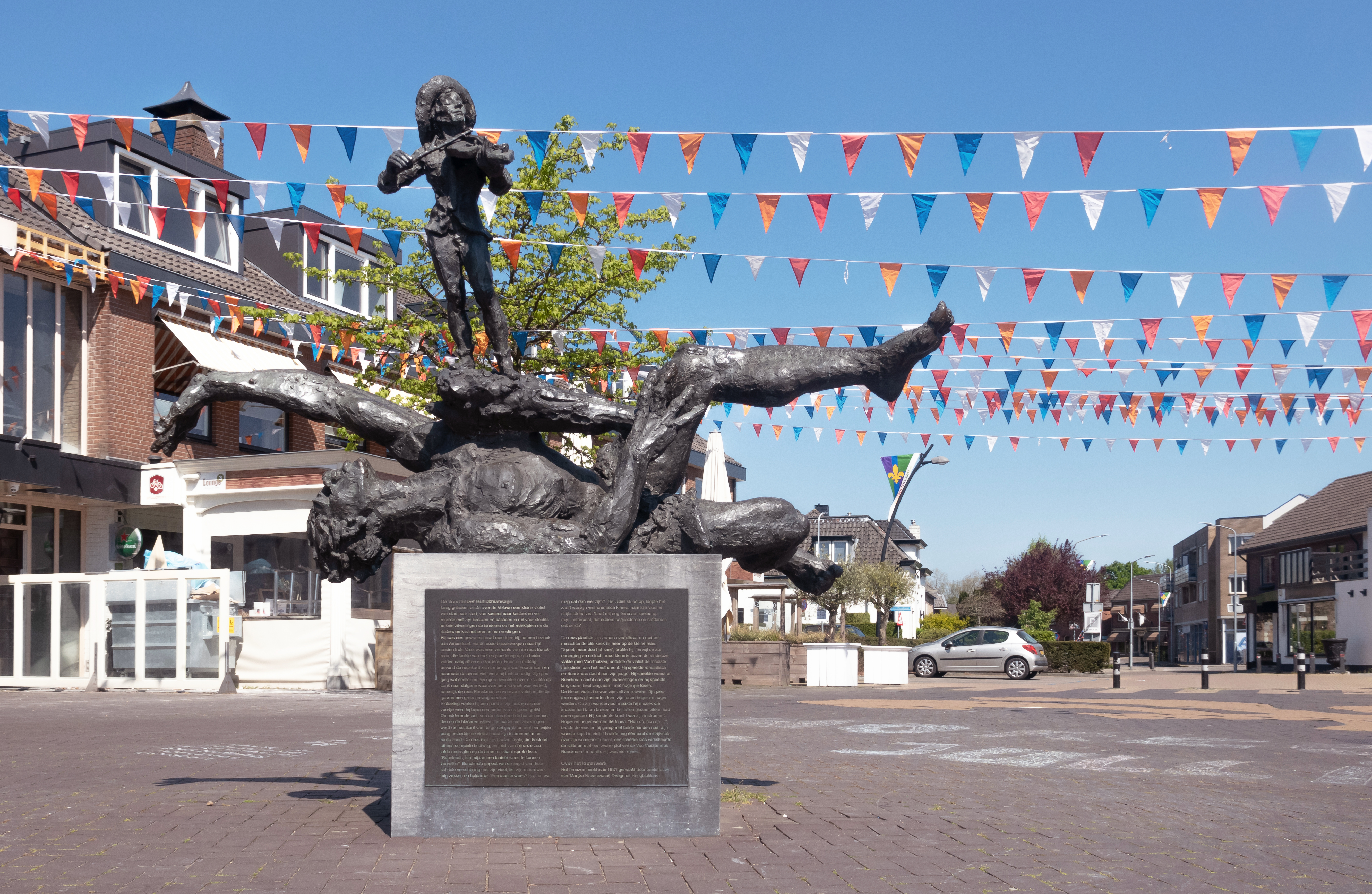
Voorthuizen, Skulptur: die Voorthuizer Bunckmansage
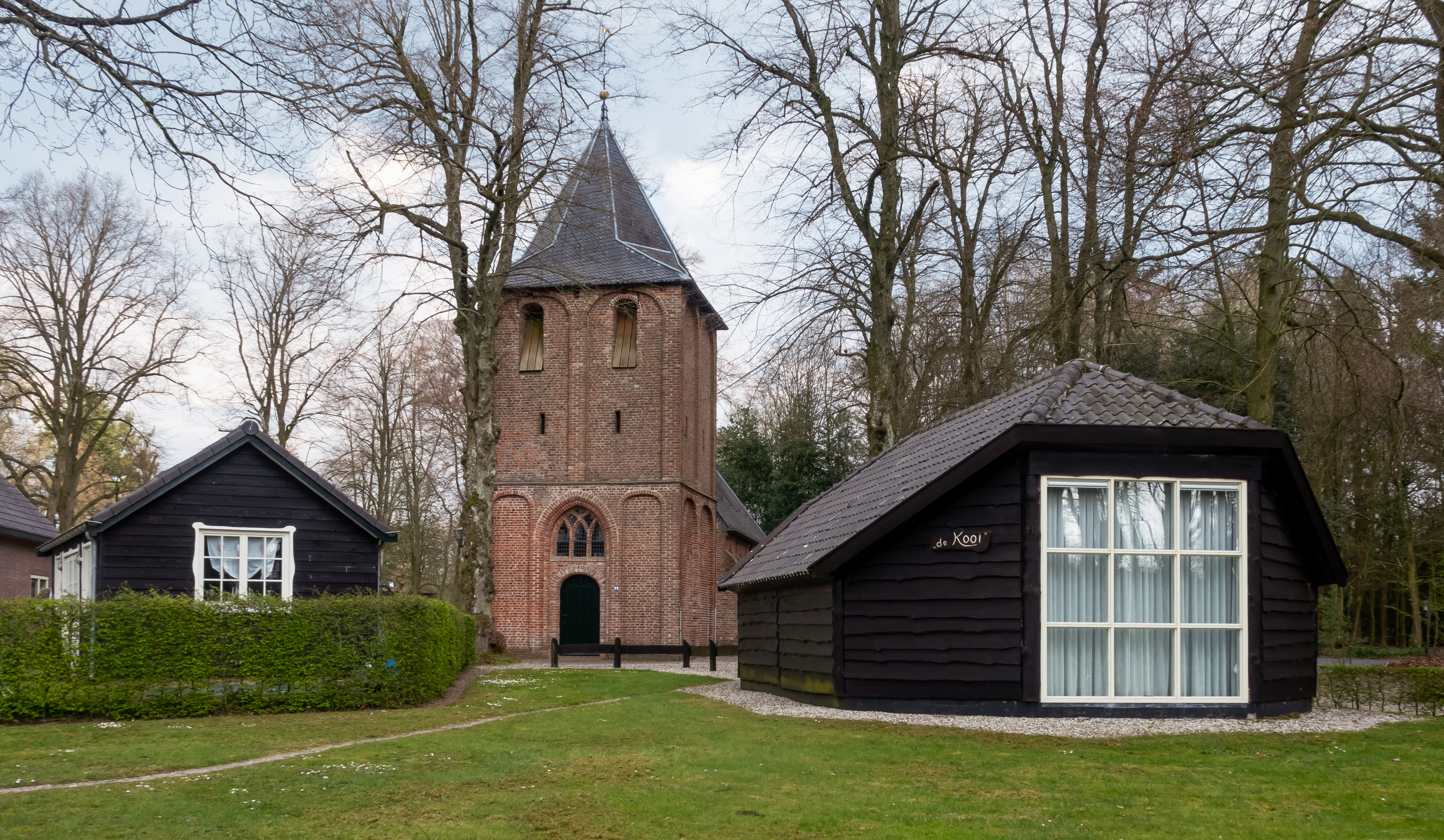
Kootwijk, reformierte Kirche
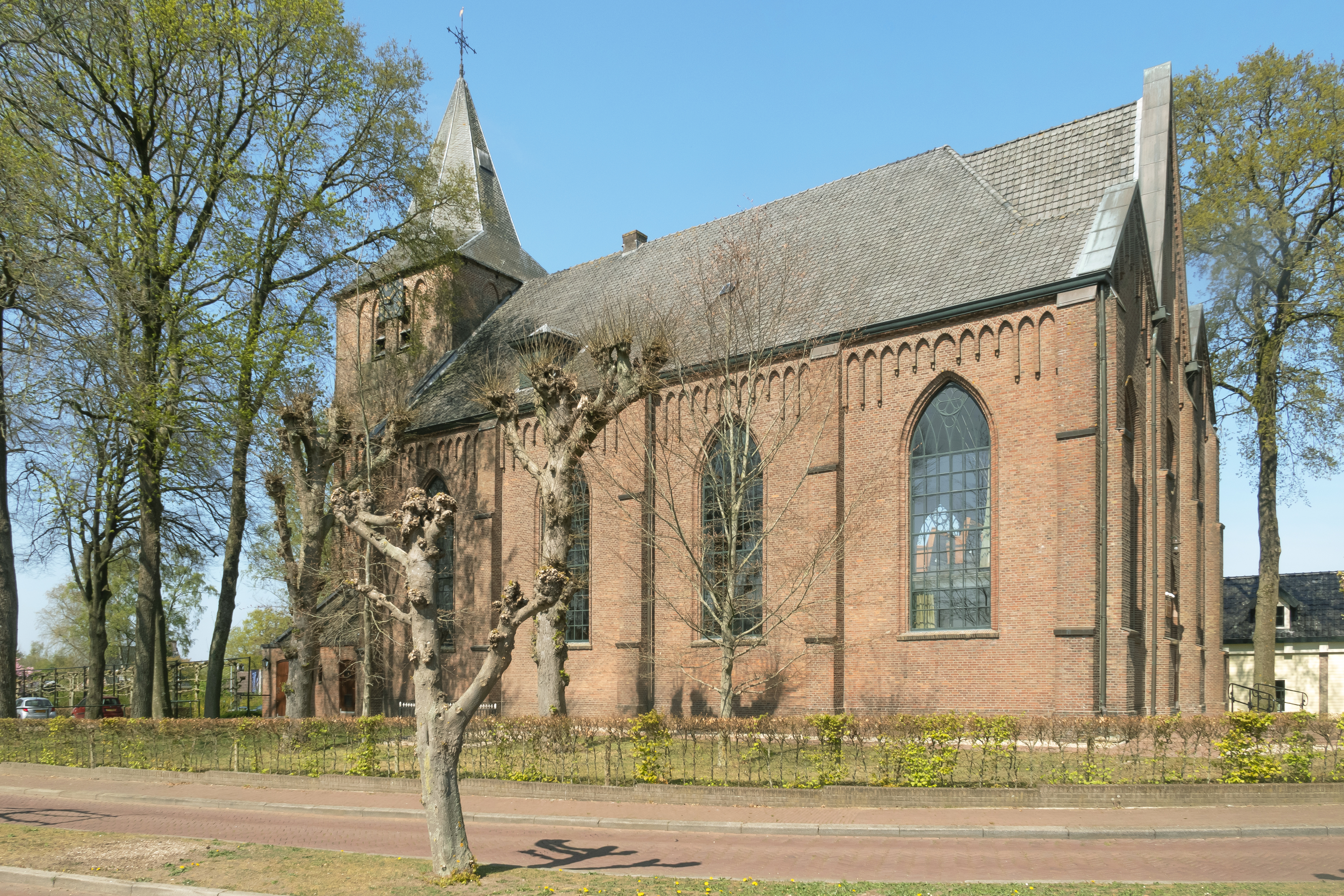
Garderen, reformierte Kirch
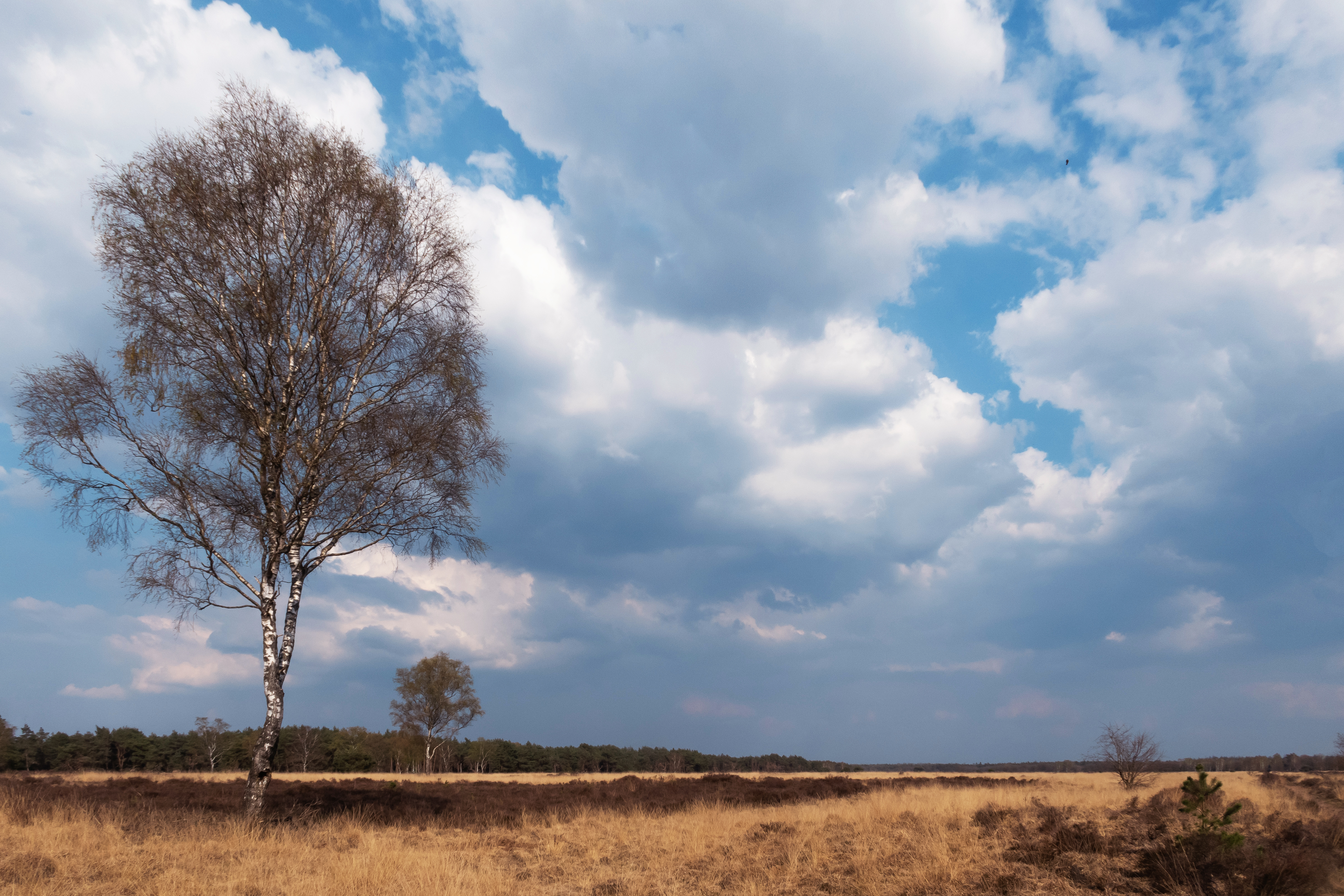
Zwischen Stroe und Kootwijk, Baum mit Heidekraut in der Veluwe

## Wirtschaft und Verkehr
Barneveld hat zentrale wirtschaftliche Bedeutung für die Geldersche Vallei. Die Industrie ist vielseitig. An der Autobahn A1 (Apeldoorn – Amersfoort) liegt zwischen Barneveld und Voorthuizen das ausgedehnte, bedeutende Gewerbegebiet Harselaar. Dort gibt es unter anderem ein Auktionshaus für gebrauchte Autos.
Barneveld hat drei Bahnhöfe an der Bahnstrecke Amersfoort – Ede-Wageningen, die den Beinamen Kippenlijntje („Hähnchenlinie“) trägt.
Es ist durch Autobahnen mit Amersfoort, Apeldoorn und Ede verbunden.
Die Hühnerrasse „Barnevelder“ stammt aus dieser Region, die berühmt für ihre Hühnerzucht ist.
Wegen der waldreichen Umgebung kommen immer wieder viele Touristen in vor allem die östliche Hälfte der Gemeinde. Es gibt mehrere kleine Hotels sowie Campingplätze und Anlagen mit Ferienwohnungen.

## Politik

### Sitzverteilung im Gemeinderat
Der Gemeinderat wird seit 1982 folgendermaßen gebildet:
| Partei                            | Sitze | Sitze | Sitze | Sitze | Sitze | Sitze | Sitze | Sitze | Sitze | Sitze | Sitze |
| Partei                            | 1982  | 1986  | 1990  | 1994  | 1998  | 2002  | 2006  | 2010  | 2014  | 2018  | 2022  |
| --------------------------------- | ----- | ----- | ----- | ----- | ----- | ----- | ----- | ----- | ----- | ----- | ----- |
| SGP                               | 5     | 5     | 6     | 6     | 6     | 7     | 7     | 8     | 8     | 8     | 10    |
| Lokaal Belang                     | –     | –     | –     | –     | –     | –     | –     | –     | –     | 4     | 7     |
| ChristenUnie                      | –     | –     | –     | –     | –     | 4     | 5     | 4     | 6     | 5     | 5     |
| Pro’98 a                          | –     | –     | –     | –     | 7     | 6     | 5     | 6     | 6     | 5     | 4     |
| CDA                               | 11    | 11    | 11    | 9     | 7     | 8     | 7     | 6     | 5     | 5     | 4     |
| VVD                               | 5     | 4     | 3     | 3     | 4     | 3     | 4     | 4     | 3     | 2     | 2     |
| Burger Initiatief                 | –     | –     | –     | –     | –     | –     | 2     | 3     | 3     | 2     | 1     |
| Lijst van den Brink               | –     | –     | –     | –     | –     | –     | –     | –     | –     | 0     | –     |
| Lijst8                            | –     | –     | –     | –     | –     | 1     | 1     | 0     | –     | –     | –     |
| Nederlandse Klokkenluiders Partij | –     | –     | –     | –     | –     | –     | –     | 0     | –     | –     | –     |
| LPF                               | –     | –     | –     | –     | –     | –     | 0     | –     | –     | –     | –     |
| RPF                               | 2     | 2     | 4     | 4     | 5     | –     | –     | –     | –     | –     | –     |
| GPV                               | 2     | 2     | 4     | 4     | 5     | –     | –     | –     | –     | –     | –     |
| Pro Barneveld                     | –     | –     | –     | 4     | –     | –     | –     | –     | –     | –     | –     |
| D66 a                             | –     | –     | –     | 1     | –     | –     | –     | –     | –     | –     | –     |
| Lijst de Koning                   | –     | –     | 0     | 0     | –     | –     | –     | –     | –     | –     | –     |
| PvdA a                            | 2     | 3     | 3     | –     | –     | –     | –     | –     | –     | –     | –     |
| Progressieve Partij Barneveld     | 0     | –     | –     | –     | –     | –     | –     | –     | –     | –     | –     |
| Gesamt                            | 25    | 25    | 27    | 27    | 29    | 29    | 31    | 31    | 31    | 31    | 33    |

Anmerkungen

### Bürgermeister
Seit dem 9. Februar 2023 ist Jacco van der Tak (CDA) amtierender Bürgermeister der Gemeinde. Zu seinem Kollegium zählen die Beigeordneten Aart de Kruijf (SGP), Hans van Daalen (ChristenUnie), André van de Burgwal (Pro ’98), Didi Dorrestijn-Taal (CDA) sowie der Gemeindesekretär Erik van Steden.

## Söhne und Töchter der Gemeinde
- Eduard Daniël van Oort (1876–1933), Ornithologe
- Alfred Schreuder (* 1972), Fußballspieler und -trainer
- Wilco Kelderman (* 1991), Radrennfahrer
- Simone van de Kraats (* 2000), Wasserballspielerin